# 特殊算
特殊算（とくしゅざん）とは、小学校における算数の問題を解くための、各単元固有の性質に着目、特化した解法群のことである。中学校で学習する文字式や方程式に頼らないため、汎用性はせまい一方、方程式などより簡単に答えを導くことができるものもある（天秤算など）。
植木算や鶴亀算などのように、江戸時代に盛んであった和算の名残と考えられるものもある。

## 特殊算の一覧

### 計算自体に関するもの
- 虫食い算：不完全な計算式を完成させる問題で用いられる。
- 覆面算：同じラベル（文字や記号）に同じ数字を入れて計算式を完成させる問題で用いられる。
- 小町算：有限個の数字の列に演算記号やかっこを挿入して指定された数にする問題で用いられる。

### 和・差・周期に関するもの
- 植木算：同じ物を並べていったときの間の個数に関わる問題に用いられる。
- 和差算：和と差から元の数を求める問題で用いられる。
- 鶴亀算：個数の合計と総量の合計から各単価や各個数を求める問題で用いられる。
- 平均算：加重平均についての条件から各量を効率良く求めるために用いられる。
- 過不足算・差集め算：同じ物を同じ個数ずつ渡していったときの過不足から人数を求める問題で用いられる。
- 年齢算、マルイチ算：複数の者の年齢に関わる問題で用いられる。

### 割合の求め方に関するもの
- 相当算・還元算：基にする量を、それに数を掛ける・足す・引くをした値から逆算で求める問題で用いられる。
- 分配算：分配された物の個数を求める問題に用いられる。
- 消去算：複数の量を、それらを線形結合した量から求める問題で用いられる。

### 率に関するもの
- 損益算：商売での利益・損失に関わる問題で用いられる。
- 濃度算：水溶液の濃度に関わる問題で用いられる。
- 仕事算：仕事を一定のペースでしていくときの所要時間を求める問題に用いられる。
- 帰一算：仕事算で特に、同一人物が複数回仕事をする問題に用いられる。

### 相対速度に関するもの
- 旅人算（出会い算・追いつき算）：相対速度に関わる問題に用いられる。
- 通過算：列車などの奥行きが長いものの移動に関わる問題に用いられる。
- 流水算：川などの一定の速さで流れるものでの移動に関わる問題に用いられる。
- 時計算：時計の針の移動に関わる問題に用いられる。
- ニュートン算：増加と減少が同時に起こる問題に用いられる。